# Uí Fiachrach
Los Uí Fiachrach fue una dinastía originaria de y que gobernó la provincia o coicead de Connacht (una provincia occidental de Irlanda) en diferentes épocas después del primer milenio. Afirmaban ser descendientes de Fiachrae, medio hermano de Niall Noigiallach o Niall de los Nueve Rehenes. Fiachrae y sus dos hermanos, Brion y Ailill, fueron los antepasados colectivos de las dinastías de los Connachta que finalmente darían nombre a la provincia. Su madre era Mongfind.

## Historia
Las otras dos dinastías de los Connachta eran los Uí Briúin – descendientes de Brion – y los Uí nAilello – descendientes de Ailill. Estos últimos desaparecieron en los momentos iniciales, pero tanto Uí Fiachrach como Ui Briuin y sus muchas sub-familias jugaron un papel destacado en la historia de Connacht en los siguientes mil años. En el siglo XII, un descendiente de los Ui Briuin, Ruaidri mac Tairrdelbach Ua Conchobair, sería Rey Supremo de Irlanda.
Los Uí Fiachrach se separaron en dos ramas distintas, ubicadas en lugares muy separados. Los Uí Fiachrach Aidhne se asentaron en el reino de Aidhne y se establecieron como sus gobernantes. Los Uí Fiachrach Muaidhe se situaron a lo largo del Río Moy en los actuales condados de Mayo y Sligo. Parece ser que una vez constituyeron un solo reino, y gobernaron o recaudaron tributos de las tribus y naciones situadas entre Aidhne y Muaide, pero perdieron parte de su preeminencia a comienzos del siglo VIII, quedando confinados en sus territorios.
Uí Fiachrach Aidhne limitaba al norte y al este con el poderoso reino de Hy-Many o Ui Maine; al oeste por elLough Lurgan (Bahía de Galway) y los Corco Mo Druad (Corcomroe); y al sur por los Déisi Tuisceart (más tarde Dál gCais, y posteriormente O'Brian de Thomond). Las ganancias territoriales logradas por los Uí Fiachrach se perdieron y el reino parece haberse visto reducido a su estado original.
Durante ochocientos años hasta mediados del siglo XII sus reyes eran de los [Cenel Guire] el Clan O'Cleary. Sus parientes de los Clanes O'Shaughnessy y O'Hynes siguieron gobernando el territorio hasta las confiscaciones de finales de los años 1690 y comienzos del siglo XVIII.
Uí Fiachrach Muaidhe cubría todo de qué es ahora el condado de Sligo y gran parte del centro y norte del actual Condado de Mayo. En 982 Aedh ua Dubhda (Aedh nieto de Dubhda), Rey de Uí Fiachrach Muaidhe, murió "una muerte sin problemas". Fue el primer de su dinastía en utilizar el apellido O Dubhda (anglicanizado a O'Dowd, Dowd). Brian, Melaghlin Carragh, Connor Oge, y Murtogh mac Connor O Dubhda lucharon en la Segunda Batalla de Athenry en 1316, siendo Brian el único superviviente. No obstante, por el siglo XIV su poder se había visto muy reducido, ya que su territorio estaba prácticamente integrado en la baronía de Tireragh. Por esta razón ya no eran citados como reyes, sino como Taoiseach (Cacique) de Uí Fiachrach Muaidhe.
La familia se convirtió en mecenas del Clan Mac Fhir Bhisigh, una familia de jueces e historiadores hereditarios. Por ello, los O Dubhda pudieron preservar su ceremonia de inauguración en el Gran Libro de Lecan. Escrito entre 1397 y 1418 en Enniscrone en Tireagh, fue encargado por Tadhg Riabhach O Dubhda.
Un Tadgh O Dubhda posterior, Tadhg Buí, se convirtió en Taoiseach en 1595. En 1601 guio a los hombres de Uí Fiachrach a Kinsale, para nunca regresar. Una tradición afirma que "sobrevivió a la batalla y se asentó en Co. Kerry, donde su familia más tarde fue conocida como Doody". El último auténtico O Dubhda de Uí Fiachrach fue Dathi Og, patrón y señor de Dubhaltach MacFhirbhisigh. Aún se pueden encontrar portadores del nombre dispersos por Sligo, Mayo y Galway.

## Genealogía de los primeros Uí Fiachrach
La impresión negrita indica Reyes de Connacht
```
           
Eochaid Mugmedon

          =Mongfind       + Cairenn
             |                  |
    _________|_________         |
    |        |        |         |
    |        |        |         |
    Brion Fiachrae Ailill     
Niall
, muerto c.450.
             |                   (Ui Néill)
    _________|________________________
    |                 |             |
    |                 |             |
    
Amalgaid
          
Nath Í
       Macc Ercae
                      |
   ___________________|_____________________
   |           |                           |
   |           |                           |
   Fiachnae    
Ailill Molt
, d.482.         Echu
   |                                       |
   |                                       |
  (Uí Fiachrach Muaidhe) (Uí Fiachrach Aidhne)
```

## Uí Fiachrach Muaidhe
```
   Fiachnae
   |
   |
   Elgach
   |
   |
   Maeldubh
   |
   |
   Tipraite
   |
   |
   
Dunchad Muirisci

   |
   |_______________________________________________
   |                              |                |
   |                              |                |
   
Indrechtach
, d.707.            mac Dunchad Ailill
   |                              |                |
   |                              |                |
   
Ailill Medraige
, d.764.        Tipraite, d.719 Cathal
   |                                               |
   |                                               |
   Cathal, d.816.                                 
Donn Cothaid mac Cathail
, d.787.
```

## Uí Fiachrach Aidhne
```
   Echu
   |
   |
   Eogan
   |
   |
   Conall
   |
   |____________
   |          |
   |          |
   Gabran Goibnenn, fl. 538.
   |
   |
   Cobthach
   |
   |
   
Colman
, d. 622.
   |
   |_____________________________________
   |                                   |
   |                                   |
   Laidgnen/Loingsech, d. 655.         
Guaire Aidne
, d. 663.
                                       |
   ____________________________________|
   |                                   |
   |                                   |
   
Muirchertach Nar
, d.668.            Artgal
                                       |
                                       |
                                       
Fergal Aidne
, d. 696.
```